# オールダムRLFC
オールダムRLFC（Oldham R.L.F.C.）は、イングランド、グレーター・マンチェスター、オールダムのプロラグビーリーグクラブである。愛称はラフィーズ（Roughyeds）。2019年現在はイギリスラグビーリーグの2部のチャンピオンシップに参加している。
1876年にオールダム・フットボール・クラブとして設立された。1895年に北部ラグビーフットボール連合を結成した22クラブの1つである。
スーパーリーグが始まった1996年にオールダム・ベアーズと呼ばれるようになったが、財政問題によって1997年に破産した。1998シーズンに間に合うようにオールダムRLFCとして新クラブが設立された。このクラブは元のクラブの「Roughyeds」という愛称を引き継いでいる。Roughyedsはオールダム出身者に対する愛称であり、かつて多くの人々が従事していた防止産業で使われる毛むくじゃら（rough）のフェルトに由来する。
オールダムは1889年から1998年の間は街の北東にあるウォーターシェディングズでプレーした。現在のホームグラウンドはライムサイドにあるホワイトバンク・スタジアムである。
これまでにラグビーリーグチャンピオンに4回なり、チャレンジカップで3回優勝している。
チームの伝統的なユニフォームは、赤と白の横縞のジャージ、ネイビーブルーのショーツに赤のソックスである。
伝統的なローカルライバルには、ロッチデール・ホーネッツ、ハダーズフィールド・ジャイアンツ、ハリファックス、サルフォード・レッドデビルズ、スウィントン・ライオンズがいる。

## タイトル
- ラグビーフットボールリーグ・チャンピオンシップ 優勝: 4
  - 1904–05, 1909–10, 1910–11, 1956–57
- ラグビーフットボールリーグ・チャンピオンシップ 準優勝: 5
  - 1906-07, 1907-08, 1908-09, 1921-22, 1954-55
- チャレンジカップ 優勝: 3
  - 1898–99, 1924–25, 1926–27
- チャレンジカップ 準優勝: 4
  - 1906-07, 1911-12, 1923-24, 1925-26
- ランカシャーリーグ 優勝: 7
  - 1897–98, 1900–01, 1907–08, 1909–10, 1921–22, 1956–57, 1957–58
- ランカシャーリーグ 準優勝: 9
  - 1895-96, 1896-97, 1898-99, 1899-00, 1908-09, 1910-11, 1911-12, 1923-24, 1954-55
- ランカシャー杯 優勝: 9
  - 1907–08, 1910–11, 1913–14, 1919–20, 1924–25, 1933–34, 1956–57, 1957–58, 1958–59
- ランカシャー杯 準優勝: 9
  - 1908-09, 1911-12, 1918-19, 1922-23, 1954-55, 1966-67, 1968-69, 1986-87, 1989-90